# Andromeda und Perseus (Braun)

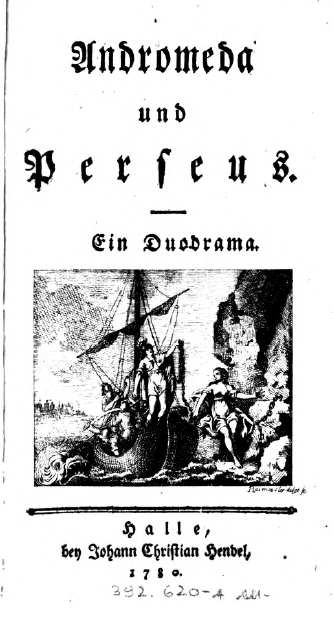
Johann Adam Braun: Andromeda und Perseus, Duodrama, Halle/Germany 1780

Andromeda und Perseus ist ein 1780 veröffentlichtes Duodrama von Johann Adam Braun, das von Johann Christian Hendel verlegt wurde. Das Stück behandelt die Andromeda-Episode aus der Perseus-Sage der griechischen Mythologie.

## Inhalt

### Vorgeschichte
Andromeda, die Tochter des äthiopischen Königs Kepheus und der Kassiopeia, zeichnet sich durch ihre Reize unter allen schönen Frauen ihrer Zeit aus, wodurch sie die Göttin Juno, die Nereiden und Najaden in einen Wettstreit bringt. Als Andromeda verächtlich gegen die Vorzüge der Juno spricht, zürnt diese und straft die Region um Joppe – Andromedas Geburtsort – mit einem Seeungeheuer, das Tod und Verwüstung bringt. Kepheus befragt daraufhin das Orakel, das ihm entgegnet, dass das Unheil nur aufhören wird, wenn Andromeda an einen Felsen geschmiedet dem Seeungeheuer zum Opfer dargebracht wird. Andromedas Vater befolgt den Rat des Orakels und kettet seine Tochter an den Felsen.

### Erster Auftritt
Andromeda ist an den Felsen gekettet und klagt verzweifelt und ambivalent ihr Leid. Während sie einerseits danach fleht, von Perseus gerettet zu werden, wünscht sie einen schnellen Tod durch die Götter, wobei sie ihre verächtliche Schmähung der Göttinnen wiederholt.

### Zweiter Auftritt
Aus einiger Entfernung ermuntert das Orakel die gefesselte Andromeda, Gelassenheit zu zeigen, immerhin sterbe sie den Tod für ihr Vaterland. Die fast ohnmächtige Andromeda erwacht, vernimmt das Orakel und entdeckt das auf sie zukommende Seeungeheuer. Verzweifelt schreit sie nach Perseus und vernimmt bald darauf eine fremde Stimme.

### Dritter Auftritt
Perseus entdeckt aus der Entfernung die angekettete Andromeda und tötet das Seeungeheuer mit dem Kopf der Medusa. Daraufhin eilt er zu Andromeda und löst sie von ihren Fesseln. Daraufhin beginnt er nun selbst die Göttin Juno, die Nereiden und die Najaden zu schmähen. In einem Duett stimmen beide nun eine Verhöhnung an, gefolgt vom Chor und einem Tanz zum Abschluss.
"Ja! Zur Schande der Najaden und der Donnerfrau zum Spott', werd' ich sie zur Hochzeit laden, selbst mein Schicksal und den Tod." (Andromeda) – "Junge Freuden, Blumenkränze, schmücken ihr geliebtes Haar. Bald beginnen muntre Tänze, Hymen führ' uns zum Altar (erst Perseus, dann beide).

## Hintergründe
Johann Adam Brauns Duodrama bricht erzählerisch in vielerlei Hinsicht mit der klassischen Erzählung der Andromeda-Sage. Der wichtigste Punkt ist, dass im antiken Mythos nicht Andromeda, sondern ihre Mutter diejenige ist, die ihre eigene Schönheit bzw. die ihrer Tochter mit der von Göttinnen vergleicht, nämlich den Nereiden, woraufhin der erzürnte Poseidon das Seeungeheuer als Strafe schickt und das Orakel daraufhin den Opfertod der unschuldigen Andromeda verlangt. In Brauns Werk ist die Situation völlig anders. Hier ist es Andromeda, die die Nereiden sowie die Najaden und die Göttin Juno beleidigt hat und nun als Schuldige, nicht länger als Unschuldige, sich der Rache der Götter beugen muss. Doch selbst im Moment ihres Todes lässt die verzweifelte, aber weiterhin hochmütige Andromeda nicht von ihrer Schmähung der Götter ab, geschweige denn, als sie durch Perseus gerettet wird, der noch in die Verhöhnung miteinstimmt. Brauns Duodrama geht damit einen gänzlichen anderen Weg als andere Andromedadarstellungen der damaligen Zeit, in denen Andromeda nicht mehr nur hilfloses Objekt ist (wie etwa in der Andromedatragödie des Euripides und auch in den Metamorphosen des Ovid), sondern gar zur Märtyrerin stilisiert wird.
Eine mögliche Interpretation ist, dass sich in der Schmähung der Götter eine damalige Kritik an der Kirche äußert.

## Auftretende Personen
- Andromeda, Tochter der Kassiopeia und des Kepheus, Prinzessin von Aithiopia
- Perseus, Sohn des Zeus und der Danaë
- Orakel
- eine Anzahl von Gefährten

## Ausgabe
- Johann Adam Braun: Andromeda und Perseus. Hendel, Halle 1780 (Digitalisat)